# Episodi di The Following (terza stagione)
La terza ed ultima stagione della serie televisiva The Following, composta da 15 episodi, è stata trasmessa negli Stati Uniti dall'emittente Fox dal 2 marzo al 18 maggio 2015.
In Italia, la stagione è andata in onda in prima visione dal 21 settembre al 9 novembre 2015 sul canale pay Premium Crime, della piattaforma Mediaset Premium.
| nº | Titolo originale   | Titolo italiano  | Prima TV USA   | Prima TV Italia   |
| -- | ------------------ | ---------------- | -------------- | ----------------- |
| 1  | New Blood          | Sangue nuovo     | 2 marzo 2015   | 21 settembre 2015 |
| 2  | Boxed In           | La scatola       | 9 marzo 2015   | 21 settembre 2015 |
| 3  | Exposed            | Smascherato      | 16 marzo 2015  | 28 settembre 2015 |
| 4  | Home               | La casa          | 23 marzo 2015  | 28 settembre 2015 |
| 5  | A Hostile Witness  | Testimone ostile | 23 marzo 2015  | 5 ottobre 2015    |
| 6  | Reunion            | Riunione         | 30 marzo 2015  | 5 ottobre 2015    |
| 7  | The Hunt           | La caccia        | 6 aprile 2015  | 12 ottobre 2015   |
| 8  | Flesh & Blood      | Carne e sangue   | 13 aprile 2015 | 12 ottobre 2015   |
| 9  | Kill the Messenger | Il prescelto     | 20 aprile 2015 | 19 ottobre 2015   |
| 10 | Evermore           | Eternamente      | 27 aprile 2015 | 19 ottobre 2015   |
| 11 | Demons             | Demoni           | 4 maggio 2015  | 26 ottobre 2015   |
| 12 | The Edge           | Al limite        | 11 maggio 2015 | 26 ottobre 2015   |
| 13 | A Simple Trade     | Lo scambio       | 11 maggio 2015 | 2 novembre 2015   |
| 14 | Dead or Alive      | Vivo o morto     | 18 maggio 2015 | 2 novembre 2015   |
| 15 | The Reckoning      | Ultimo atto      | 18 maggio 2015 | 9 novembre 2015   |

## Sangue nuovo
- Titolo originale: New Blood
- Diretto da: Marcos Siega
- Scritto da: Alexi Hawley e Brett Mahoney

### Trama
Dopo un anno dall'arresto di Joe Carrol la stagione si apre con un matrimonio, quello dell'agente Gina Mendez. In quest'aria di festa scopriamo così che Ryan sembra essere riuscito a trovare la quiete tanto attesa e sperata poiché ha una nuova relazione con una bella dottoressa di nome Gwen che già spera in una convivenza. Arriva anche Mike Weston che vedendo Max ballare con un altro uomo rimane deluso. L'uomo è Tom, anche lui agente dell'FBI. Grazie a un flashback scopriamo, infatti, che la relazione tra i due, lasciata in sospeso alla conclusione della scorsa stagione, non è andata a buon fine poiché Mike ha deciso di lasciare la ragazza per mettersi alla ricerca di Mark, ancora a piede libero. Il clima romantico del matrimonio, coronato da un bel discorso di Ryan, viene completamente sconvolto da un evento. Un cameriere, che già si aggirava con fare sospetto, butta del liquido rosso sulle due spose e su Ryan e disperandosi incolpa quest'ultimo di essere un bugiardo e soprattutto il responsabile dell'assassinio brutale della giovane figlia Cherry, follower di Joe a Korban. Secondo l'uomo Hardy dovrebbe condividere la stessa cella nel braccio della morte con Joe (destinato a morire a distanza di un mese). Il mattino seguente notiamo come questo evento turbi profondamente il protagonista che confessa alla sua nuova donna di non ricordare i nomi di tutti coloro che ha ucciso. Decide, dunque, di fare una ricerca su Cherry scoprendo che il cameriere è un attore che si è finto il padre disperato. Intanto la scena si sposta in un hotel dove una coppia di giovani sposi, per festeggiare il loro secondo anniversario, agganciano una escort che poi li pugnala a morte. La finta escort Daisy, il fidanzato Kyle e il finto cameriere posizionano i corpi degli sposini come in una scena teatrale, lasciando un messaggio col sangue per Ryan: "Ryan Hardy mente". Arrivato sulla scena Ryan deduce che Joe Carroll non può entrare in ciò poiché è stato in isolamento 24 ore su 24 in una struttura federale segreta ma intuisce che comunque è solo il primo atto di un piano che prevede altre morti e altri messaggi. Gli agenti riescono a risalire al nome del finto cameriere, Andrew, e al suo indirizzo dove subito si precipitano. Qui trovano un'altra macabra scena teatrale e una nuova scritta "Max Hardy mente". Tutto ciò è opera di Mark, che nel frattempo ha cambiato aspetto e non ha accettato la morte del fratello, e dei suoi follower che hanno riprodotto le scene delle uccisioni di Giselle, nel primo caso, e quella di Luke nel secondo. Si intuisce così che la prossima scena sarà quella della morte di Lily. Infatti Mark, Daisy, Kyle e Andrew hanno intenzione di rapire e uccidere una donna che assomiglia alla defunta madre durante una festa per una raccolta fondi. Ryan arriva troppo tardi ma riesce comunque a catturare Andrew. La scena rappresentata da Mark questa volta ha una nuova scritta "se continuerete a mentire ci saranno altre morti".
- Guest star: Valerie Cruz (Agente Gina Mendez), Gbenga Akinnagbe (Tom Reyes), Felix Solis (Agente Jeffrey Clarke), Michael Irby (Andrew Sharp), Ruth Kearney (Daisy Locke), Kayla Mae Maloney (Natalie Brooks), Kristen Bush (Dawn McClane), Gibson Frazier (Presidente Billings), Saundra Santiago (Mrs. Miller), Hunter Parrish (Kyle Locke).
- Altri interpreti: Kyle Barisich (Agente Hopkins), Thomas Adisi (Kenny Brooks), Shan Agish (Shan), Traci Ann Wolfe (Amy), Frank Rodriguez (Mr. Miller), Brandon Espinoza (Christian).
- Ascolti USA: telespettatori 4 860 000 – share (18–49 anni) 5%[1]

## La scatola
- Titolo originale: Boxed In
- Diretto da: Rob Seidenglanz
- Scritto da: Barry O'Brien

### Trama
L'episodio si apre con l'arrivo di Mark, con il pickup di Andrew, alla porta di un garage dove ad attenderlo c'è un uomo che ha allestito all'interno del garage una specie di camera delle torture. Intanto, mentre Gwen cerca di conoscere meglio Ryan chiedendogli particolari della sua vita e Mike rassicura Tom di non provare rancore nei suoi confronti, Kyle e Daisy sembrano discordanti su come comportarsi con Mark, il ragazzo lo crede solo un pazzo squilibrato e la ragazza cerca di non creare tensioni. Nel frattempo si scopre che Andrew ha una famiglia. La moglie ha denunciato la scomparsa del marito un anno prima poiché era uscito di casa e non era mai rientrato. Ma l'uomo confessa che la famiglia era solo una copertura. Egli, infatti, si scopre essere un allievo del dottor Strauss e frequentante di un suo corso insieme allo stesso Joe Carroll. Ryan fa visita al dottore in carcere cercando un accordo ma egli rimane vago ed enigmatico. Gli agenti riescono a rintracciare il pickup di Andrew e riconoscono Mark alla guida, precipitandosi al garage. Il gemello riesce a fuggire ma il complice viene ucciso, gettando Mark nel panico poiché deve trovare un altro posto dove creare la camera delle torture. Daisy e Kyle trovano la soluzione e, dopo aver cercato di uccidere Anna (la moglie dell'agente Jeffrey Clarke) e aver rapito quest'ultimo, chiamano Neil (un uomo che si prende cura del padre malato) per allestire una nuova camera. Mark così può continuare il suo piano, infatti chiama su skype la squadra del FBI pretendendo una confessione che metta luce sulla morte della madre Lily. Clarke, intanto, riesce per breve tempo a scappare e a chiamare Ryan ma viene ricatturato subito. Neil mostra a Jeff la sua sorte nel caso in cui non confessasse, infatti sarebbe stato paralizzato e da cosciente gli sarebbero state rotte le articolazioni in modo da inserirlo all'interno di una scatola di ferro da lui stesso realizzata. Arriva così all'FBI un video di Clarke in cui confessa di aver autorizzato Hardy a guidare un'operazione segreta, di aver violato la legge e confessa l'omicidio a sangue freddo di Lily Gray. Ma comunque è troppo tardi per l'agente che è stato chiuso nella scatola di ferro ed è morto. L'episodio si conclude con un Ryan disperato e con un flashback in cui si vede il primo incontro di Ryan con Gwen mentre accompagna Jeffrey in ospedale per un malanno al cuore.
- Guest star: Glenn Fleshler (Neil), Valerie Cruz (Agente Gina Mendez), Gbenga Akinnagbe (Tom Reyes), Ruth Kearney (Daisy Locke), Felix Solis (Agente Jeffrey Clarke), Michael Irby (Andrew Sharp), Joy Osmanski (Anna Clarke), April L. Hernandez (Louise), Gerry Bamman (Charles), Hunter Parrish (Kyle Locke).
- Altri interpreti: John Keating (Spider), Kyle Barisich (Agente Hopkins), Scott Cohen (Sceriffo del posto), Kenneth Lee (Tecnico di emergenza medica).
- Ascolti USA: telespettatori 3 510 000 – share (18–49 anni) 3%[2]

## Smascherato
- Titolo originale: Exposed
- Diretto da: Gary Love
- Scritto da: Brynn Malone

### Trama
Ryan partecipa ad una conferenza stampa per negare le responsabilità che gli sono state attribuite dal defunto Clarke, spiegando ai giornalisti che la sua confessione gli è stata estorta sotto tortura e che Mark Gray ed i suoi seguaci sono i responsabili della sua morte. Kyle e Daisy sono sempre più indecisi sul fatto di rimanere con Mark quando Ryan rende pubblici i loro identikit alla stampa. I due si incontrano quindi con Julianna, che intima loro di restare con Mark e consegna ai due dei documenti riguardanti Max Hardy, compreso il suo indirizzo ed il codice di allarme del suo appartamento. Nel frattempo Mark sequestra due giornalisti che erano presenti alla conferenza stampa di Ryan, ne uccide uno e obbliga la sua collega ad intervistarlo per raccontare la sua versione dei fatti riguardo alla morte di sua madre Lily. Quando la giornalista tenta di fuggire, Daisy la uccide. Ryan, Max and Weston sono sulle tracce del responsabile dell’atroce assassinio di Clarke, scoprono che si chiama Neil e riescono a localizzarlo grazie al dispositivo di emergenza che il padre di Neil, che soffre di demenza, porta al collo. Neil, ormai braccato, punta la pistola verso Ryan, ma viene ucciso da Max. Quella stessa sera Kyle e Daisy si introducono nell'appartamento di Max e installano delle telecamere per spiarne l’interno.
- Guest star: Glenn Fleshler (Neil), Anna Wood (Juliana Barnes), Gbenga Akinnagbe (Tom Reyes), Valerie Cruz (Agente Gina Mendez), Ruth Kearney (Daisy Locke), Joy Osmanski (Anna Clarke), Paul Fitzgeraldi (Warren), April L. Hernandez (Louise), Gerry Bamman (Charles), Afton Williamson (Haley Mercury), Hina Abdullah (Paula), Kristen Bush (Dawn McClane), Jayce Bartok (Wyatt), Hunter Parrish (Kyle Locke).
- Altri interpreti: Christine Lin (Reporter), James DiGiacomo (Ragazzo), Juan Carlos Infante (Howard), Ben Cherry (Marito), Erin Quill (Moglie).

## La casa
- Titolo originale: Home
- Diretto da: Nicole Kassell
- Scritto da: Jeff Eckerle e Marilyn Osborn

### Trama
Kyle e Daisy attuano il loro piano parallelo all'insaputa di Mark. La squadra di Ryan sventa il piano e si rende conto che dietro la serie di efferati omicidi si nasconde in realtà un piano scientifico per screditare l'FBI e quindi la loro testimonianza al processo per omicidio contro Arthur Strauss.
- Guest star: Gbenga Akinnagbe (Tom Reyes), Anna Wood (Juliana Barnes), Hannah Marks (Marisol Masters), Valerie Cruz (Agente Gina Mendez), Ruth Kearney (Daisy Locke), Monique Gabriela Curnen (Erin Sloan), Max Carver (Reggie), Hunter Parrish (Kyle Locke).
- Altri interpreti: Nadia Alexander (Emily), Michael Vincent Donovan (Simon), Nicole Sellars (Reporter), Shawn Andrew (Danny), Ryan Farrell (Vince), Evan Leone (Pompiere).

## Testimone ostile
- Titolo originale: A Hostile Witness
- Diretto da: Marcos Siega
- Scritto da: Michael McGrale

### Trama
È il giorno del processo al dottor Arthur Strauss, Ryan Hardy e Carrie Cooke sono i testimoni chiave dell'accusa, ma la deposizione di Ryan viene smontata da un'email trovata nel laptop dell'agente Jeffrey Clarke, mentre Carrie viene uccisa e bruciata da Kyle e Daisy prima che potesse testimoniare contro Strauss.
- Guest star: Robin Weigert (Giudice Wallace), Anna Wood (Juliana Barnes), Gbenga Akinnagbe (Tom Reyes), Valerie Cruz (Agente Gina Mendez), Ruth Kearney (Daisy Locke), Monique Gabriela Curnen (Erin Sloan), Michael Michele (Sheila), Cotter Smith (Nathan), Hunter Parrish (Kyle Locke).
- Altri interpreti: Antwan Lewis (Reporter #1), Maceo Oliver (Stewart) Alan R. Rodriguez (Connelly), Lori Hammel (Reporter #2), Logan Crawford (Giornalista), Cliff Moylan (Guardia dell'hotel), Jeff Kim (Dottore).

## Riunione
- Titolo originale: Reunion
- Diretto da: Mary Harron
- Scritto da: Brett Mahoney

### Trama
Strauss ha trovato rifugio da un suo ex allievo che ha disseminato di cadaveri i boschi intorno a Beacon. Finché uno di questi cadaveri non viene trascinato a valle da una pioggia torrenziale e comincia la caccia di Ryan e Mike. Individuato il colpevole in una tavola calda nella cittadina, Ryan e Mike cercano di scoprire il rifugio del dottor Strauss.
- Guest star: Tim Guinee (Duncan Banks), Gbenga Akinnagbe (Tom Reyes), Ruth Kearney (Daisy Locke), Tobias Segal (Pat), Michael Gaston (Sceriffo Windsor), Eric Nelsen (Justin Windsor), Allison Mack (Vice-sceriffo Hilary), Susan Kelechi Watson (Cindy Noble), Cotter Smith (Nathan), Elia Monte-Brown (Michelle Leeks), Monique Gabriela Curnen (Erin Sloan).
- Altri interpreti: Kyle Barisich (Agente Hopkins), Anais Lee (Rose Noble), Nathanael Small (Oliver Noble), Megan Byrne (Margo).

## La caccia
- Titolo originale: The Hunt
- Diretto da: Sylvain White
- Scritto da: Liz Sczudlo

### Trama
Theo Noble, il miglior allievo di Strauss, libera Duncan per farsi aiutare ad eliminare ogni traccia che potrebbe condurre a lui. Ryan va a parlare con Joe in prigione, ma non riesce ad ottenere informazioni sull'identità del misterioso Theo.
- Guest star: Tim Guinee (Duncan Banks), Gbenga Akinnagbe (Tom Reyes), Mike Colter (Agente Nick Donovan), John Lafayette (Marshal Scott Turner), Monique Gabriela Curnen (Erin Sloan), Manny Montana (Luis), David Furr (Tucker), Chris Beetem (Corey), Susan Kelechi Watson (Cindy Noble), Conor Romero (Kent), Pepper Binkley (Gillian)
- Altri interpreti: Ross Gibby (Peter), Michael Genet (Guardia), Angel Dillemuth (Jose), Manny Galan (Matt), Angel Dillemuth (Andy), Antwan Lewis (Reporter), Kristina Reyes (Danielle), Blaire Brooks (Tecnico di emergenza medica), Anais Lee (Rose Noble), Nathanael Small (Oliver Noble).

## Carne e sangue
- Titolo originale: Flesh & Blood
- Diretto da: Marcos Siega
- Scritto da: Mary Leah Sutton

### Trama
La caccia a Sam Lewis si fa sempre più serrata. La sua falsa identità si sgretola sotto l'incalzare delle indagini. Il serial killer, l'insospettabile Theo Noble con tanto di moglie e figli, deve fronteggiare dal canto suo una situazione inaspettata. 
- Guest star: Valerie Cruz (Agente Gina Mendez), Julie Ann Emery (Nancy), David Pittu (Eldon), Susan Kelechi Watson (Cindy Noble), Monique Gabriela Curnen (Erin Sloan), Mike Colter (Agente Nick Donovan), David Furr (Tucker), Randy Kovitz (dott. York), Alfredo Narciso (Detective Alvarez), Jessica Blank (Dott.ssa York), Stephen Schnetzer (Malcom Tower).
- Altri interpreti: Anais Lee (Rose Noble), Nathanael Small (Oliver Noble), Dave T. Koenig (Bob), Rick Faugno (Artificiere), Alice Barrett (Jan Tower).

## Il prescelto
- Titolo originale: Kill the Messenger
- Diretto da: David Tuttman
- Scritto da: Barry O'Brien

### Trama
- Guest star: Gbenga Akinnagbe (Tom Reyes), Ruth Kearney (Daisy Locke), Monique Gabriela Curnen (Erin Sloan), Mike Colter (Agente Nick Donovan), Mouzam Makkar (Dana), Evan Hall (Gary), Bill Dawes (Robert Tubbs).
- Altri interpreti: Rula Sirhan Gardenier (Rehema), Kohler McKenzie (Poliziotto 1) Darren Lipari (Poliziotto 2), Kyle Barisich (Agente Hopkins), Jimmie Saito (Guardia di sicurezza), Ben Cole (Cameriere), Truck Hudson (Guardia carceraria), Anna Cameron (Emily).

## Eternamente
- Titolo originale: Evermore
- Diretto da: David McWhirter
- Scritto da: Alexi Hawley

### Trama
Giorno dell'esecuzione, Joe Carroll esce di scena. Ma non prima di aver dato spettacolo. Prende in ostaggio delle persone e si barrica nell'infermeria. L'unica richiesta è avere lì Ryan Hardy.
- Guest star: Gbenga Akinnagbe (Tom Reyes), Monique Gabriela Curnen (Erin Sloan), J. Tucker Smith (Direttore), Mouzam Makkar (Dana), Alex McKenna (Jewel), Megalyn Echikunwoke (Penny).
- Altri interpreti: Nat Cassidy (Josh), Gregory Konow (Fisk), Lucas Caleb Rooney (Comandante), Jason Furlani (Reginald Garza), Cory Fernandez (Earl Vasquez), Gerard McNamee (Faris Jezewski), David Homes (Leon Hadzic), Edward Torres (Russell Toon), Eric Bryant (Jim Vail), James Hindman (dott. Bradley).

## Demoni
- Titolo originale: Demons
- Diretto da: Marcos Siega
- Scritto da: Dave Johnson

### Trama
Grazie all'ultimo indizio che Joe ha dato a Ryan prima di morire, Max riesce a risalire alla famiglia in cui è cresciuto Theo a Philadelphia, famiglia che è stata massacrata da un serial killer soprannominato "Il Pazzo". Mentre Ryan sprofonda sempre di più nell'alcolismo dopo la perdita di Joe.
- Guest star: Gbenga Akinnagbe (Tom Reyes), Ruth Kearney (Daisy Locke), Monique Gabriela Curnen (Erin Sloan), Alex McKenna (Jewel), Robert Sedgwick (Oleg/Il Pazzo), Diane Neal (Agente Lisa Campbell), Annet Mahendru (Eliza), Megalyn Echikunwoke (Penny).
- Altri interpreti: Bernard Bygott (Guardia), Gabe Doran (Larson), Phillip Chorba (Impiegato del motel), Adrian Centoni (Silas), Michael Chenevert (Daniel), Anna Eilinsfeld (Felicity), Antwan Lewis (News reporter).

## Al limite
- Titolo originale: The Edge
- Diretto da: Nicole Kassell
- Scritto da: Jeff Eckerle e Marilyn Osborn

### Trama
Daisy e Mark si rivolgono a Theo per avere accesso ai server dell'FBI, trovare chi usa il laptop di Daisy, rubato da Tom durante un blitz nella safe house di Mark e usare l'informazione per arrivare a Mike. In cambio Theo si serve di loro per scampare a una trappola tesagli da Eliza.
- Guest star: Ruth Kearney (Daisy Locke), Gbenga Akinnagbe (Tom Reyes), Monique Gabriela Curnen (Erin Sloan), James McMenamin (Lonnie), Annet Mahendru (Eliza), Megalyn Echikunwoke (Penny).
- Altri interpreti: Curt Bouril (Coyle), Chad Ackerman (Agente #1), Dante Alexander (Agente #2), Jerome McIntosh (Guardia del corpo).

## Lo scambio
- Titolo originale: A Simple Trade
- Diretto da: Marcos Siega
- Scritto da: Liz Sczudlo e Mary Leah Sutton

### Trama
- Guest star: Ruth Kearney (Daisy Locke), Diane Neal (Agente Lisa Campbell), Korey Jackson (Agente Hammond), Megalyn Echikunwoke (Penny).
- Altri interpreti: Benton Greene (Jim Campanella), Don Castro (AA Leader), Blake DeLong (Saul).

## Vivo o morto
- Titolo originale: Dead or Alive
- Diretto da: Rob Seidenglanz
- Scritto da: Brynn Malone e Michael McGrale

### Trama
- Guest star: Ruth Kearney (Daisy Locke), Valerie Cruz (Agente Gina Mendez), Annet Mahendru (Eliza), Jonathan Walker (Dottore), Diane Neal (Agente Lisa Campbell), Kristen Bush (Dawn McClane).
- Altri interpreti: Kyle Barisich (Agente Hopkins), Samuel Smith (Agente Garner), John Sanders (Agente Rice), David Carranza (Wade), Sean Phillips (Nathan), Mat Hostetler (Agente Brooks), Daniel K. Isaac (Paramedico), Shauna Miles (Infermiera), Shayne Coleman (Andrea), Kumiko Konishi (Agente Barton).

## Ultimo atto
- Titolo originale: The Reckoning
- Diretto da: Marcos Siega
- Scritto da: Brett Mahoney e Alexi Hawley

### Trama
- Guest star: Diane Neal (Agente Lisa Campbell), Annet Mahendru (Eliza), Quincy Dunn-Baker (Agente Royce).
- Altri interpreti: Shauna Miles (Infermiera), Kyle Barisich (Agente Hopkins), Kumiko Konishi (Agente Barton), Alban Merdani (Winter), Stacy-Ann Gooden (News reporter).